# الکساندر ایوانف (بازیکن فوتبال، زاده ۱۹۲۸)
الکساندر ایوانف (روسی: Александр Иванович Иванов؛ ۱۴ آوریل ۱۹۲۸ – ۲۹ مارس ۱۹۹۷) بازیکن فوتبال اهل شوروی بود.
از باشگاه‌هایی که در آن بازی کرده‌است می‌توان به باشگاه فوتبال زنیت سن پترزبورگ اشاره کرد.
وی همچنین در تیم ملی فوتبال شوروی بازی کرده‌است.